# 1989 TF14
1989 TF14 är en asteroid i huvudbältet som upptäcktes den 2 oktober 1989 av den belgiske astronomen Henri Debehogne vid La Silla-observatoriet.
Asteroiden har en diameter på ungefär 4 kilometer.